# 美樹うらら
美樹 うらら（みき うらら）は、新潟県出身のストリッパー。林企画所属。1998年10月1日にSHOW-UP大宮劇場にてデビュー。
身長162cm。スリーサイズはB87・W58・H92。血液型はA型。